# كوكو (دلتا)
كوكو هي بلدة في منطقة الحكومة المحلية لواري الشمالية في ولاية دلتا النيجيرية.